# あまや駅

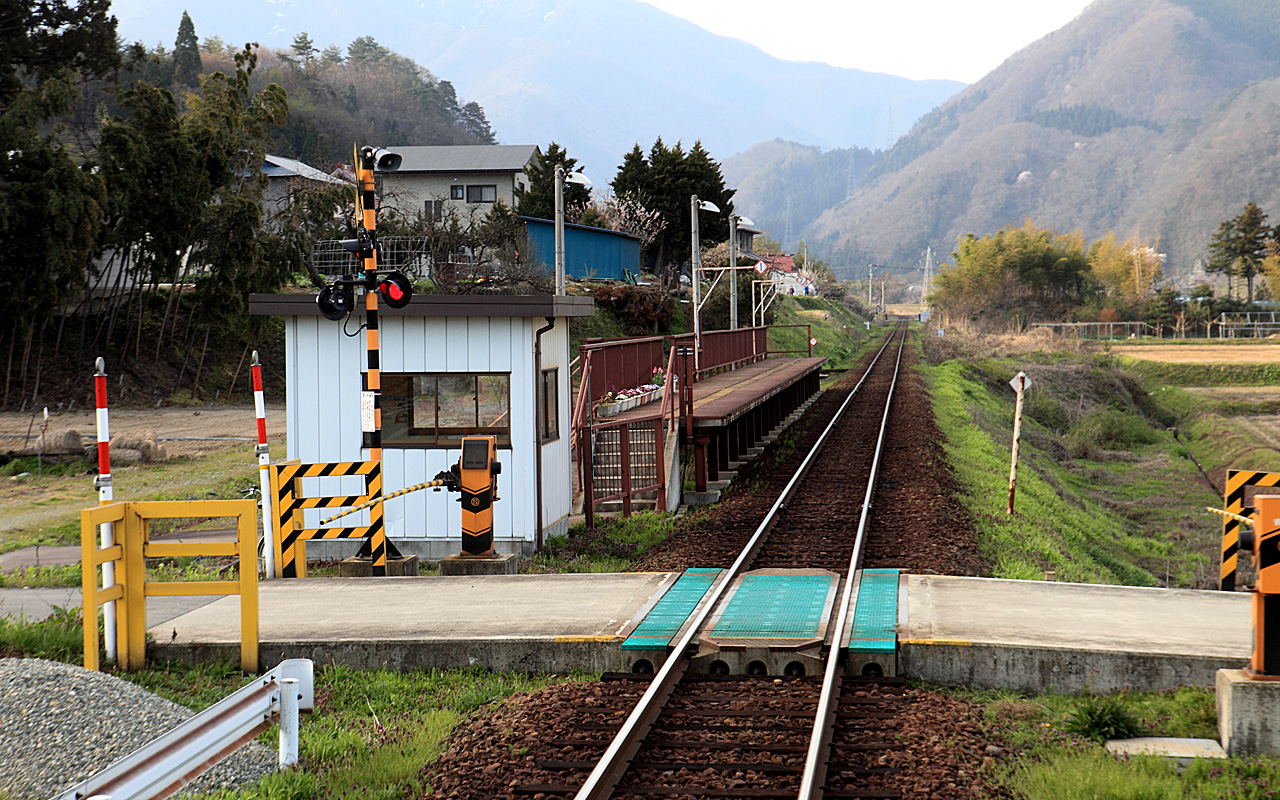
駅全景

あまや駅（あまやえき）は、福島県会津若松市大戸町字宮内にある会津鉄道会津線の駅である。

## 歴史
国鉄会津線開業時から駅設置の請願がなされていたが、圃場整備でできた土地に設置した。
- 1999年（平成11年）8月7日 - 会津鉄道により開業[1]。

## 駅構造
単式ホーム1面1線を有する地上駅。無人駅。駅舎はなく、簡素な待合室がある。

## 利用状況
- 会津鉄道 - 2016年度の1日平均乗車人員は3人であった[2]。

| 乗車人員推移 | 乗車人員推移     |
| 年度         | 一日平均乗車人員 |
| ------------ | ---------------- |
| 2003         | 3                |
| 2004         | 3                |
| 2005         | 3                |
| 2006         | 3                |
| 2007         | 3                |
| 2008         | 3                |
| 2009         | 3                |
| 2010         | 3                |
| 2011         | 3                |
| 2012         | 3                |
| 2013         | 3                |
| 2014         | 0                |
| 2015         | 3                |
| 2016         | 3                |

## 駅周辺
- 左下り観音 - 懸造り観音堂。西に約1.5km。ただし隣りの芦ノ牧温泉駅から車で向かうのが一般的。
- 金峯神社
- 国道118号

## バス路線
最寄りバス停は国道118号沿いの「宮内」である。

## 隣の駅
会津鉄道
■会津線
□快速「リレー号」
通過
□快速「AIZUマウントエクスプレス」・□快速（無愛称の会津若松行き）・■普通（「リレー号」含む）
門田駅 - あまや駅 - 芦ノ牧温泉駅